# Spanish Caravan
Spanish Caravan ist ein Lied der US-amerikanischen Rockgruppe The Doors. Es befindet sich als erster Track auf Seite 2 des Albums Waiting for the Sun aus dem Jahre 1968.

## Melodie
Kennzeichnend für das Stück ist die an spanische Flamencomusik erinnernde Melodie. Den eine Minute langen Riff, der zu Beginn gespielt wird, übernahmen die Doors von Andrés Segovia. Dieser hatte das klassische Klavierstück Asturias aus der Suite española des spanischen Komponisten Isaac Albéniz für die Gitarre adaptiert. Ursprünglich sollte das Intro noch ein paar Minuten länger werden, wurde jedoch von den Produzenten gekürzt. Auch der bekannte Flamenco Granadinas stand für den Song Pate, was den Doors eine Klage wegen Urheberrechtsverletzungen einbrachte, die Ausgleichszahlungen an die geistigen Eigentümer nach sich zog.
Einige Stellen des Gitarrenspiels wurden für den Song elektronisch bearbeitet, zudem wurde ein zusätzlicher akustischer Bass verwendet, den Leroy Vinnegar spielte.

## Text
Der Text stammt aus der Feder des Gitarristen Robby Krieger. Er besteht aus zwölf Zeilen, die sich auf zwei Strophen à sechs Zeilen verteilen. Sie sind Ausdruck einer tiefempfundenen Sehnsucht nach den Gefilden Spaniens bzw. Portugals. Um diese zu erreichen, wird eine Karawane angefordert: 
| Carry me Caravan, take me away Take me to Portugal, take me to Spain Andalusia with fields full of grain | Trag mich, Karawane, bring mich fort Bring mich nach Portugal, bring mich nach Spanien Andalusien mit Feldern voll Korn |

Die letzte Zeile spielt auf die autonome Gemeinschaft Andalusien an, in der aufgrund des fruchtbaren Bodens und milden Klimas besonders viel Getreide angebaut wird. Im nachfolgenden Refrain, der sich in der zweiten Strophe wiederholt, wird die Karawane mit eindringlichen Worten angefleht, das lyrische Ich mitzunehmen:
| I have to see you again and again Take me, Spanish Caravan Yes, I know you can | Ich muss dich immer wieder sehen Nimm mich, spanische Karawane Ja, ich weiß, du kannst es |

Nach einem längeren Instrumentalspiel folgt die zweite Strophe. Sie verweist auf die Befriedigung materialistischer Bedürfnisse, die vom lyrischen Ich auf der iberischen Halbinsel erwartet wird. Es denkt hier vor allem an mit Gold beladene Galeonen, die während der Fahrt versenkt wurden und nun auf dem Meeresgrund ruhen: 
| Trade winds find Galleons lost in the sea I know where treasure is waiting for me Silver and gold in the mountains of Spain | Passatwinde finden Galeonen verloren im Meer Ich weiß, wo Schätze auf mich warten Silber und Gold in den Bergen Spaniens |

Das Lied endet mit der Wiederholung des Refrains.

## Coverversionen
Im Jahr 2000 erschien eine orchestrale Instrumentalversion auf dem Album The Doors Concerto von Jaz Coleman und Nigel Kennedy.